# Monina Solá
Monina Solá (23 de mayo de 1933-29 de abril de 2023) fue una actriz de teatro dominicana de ascendencia puertorriqueña, mentora de varias generaciones de artistas.

## Biografía
Debutó con 4 años en la compañía de teatro que tenía su padre José Narciso Solá. A los 11, trabajó con Emilio Aparicio y a los 14 perteneció al Teatro de Bellas Artes. En 2009 participó en la obra teatral Ojalá hoy fuera ayer, del dramaturgo Franklin Domínguez. En 2009, el productor y director Jimmy Sierra realizó el primer documental sobre la Historia del Teatro en el país, en la que fue invitada para ofrecer sus testimonios y opiniones junto a otros actores y actrices destacados.
Monina fue reconocida y condecorada con la Orden de Duarte, Sánchez y Mella, en los grados de Caballero y Comendador.
Galardonada con los premios: El Dorado, Premio Casandra, Premio ACE y El Talía de Plata.

## Vida privada
Contrajo matrimonio con Luis Homero Lajara Burgos y fue madre de Homero Luis Lajara.
Falleció el 29 de abril a los 89 años, tras cinco años de enfermedad de Alzheimer.
La ministra de Cultura, Milagros Germán, escribió en ese entonces en Twitter: 

“Recibo con tristeza la noticia del fallecimiento de nuestra querida Monina Solá, quien durante décadas fue una figura estelar en la escena dominicana y mentora de varias generaciones de teatristas. Su legado perdurará por siempre en el corazón de todos los que amamos el teatro”.

## Filmografía
- 2005, Los locos también piensan
- 2005, La maldición del padre Cardona
- 1996, Para vivir o morir